# Чемпионат мира по плаванию в ластах 1998
9-й чемпионат мира по плаванию в ластах проводился в городе Кали (Колумбия) с 29 августа по 6 сентября 1998 года.

## Распределение наград
| Место | Страна   | Золото | Серебро | Бронза | Всего |
| ----- | -------- | ------ | ------- | ------ | ----- |
| 1     | Китай    | 16     | 8       | 3      | 27    |
| 2     | Россия   | 5      | 4       | 10     | 19    |
| 3     | Венгрия  | 3      | 2       | 1      | 6     |
| 4     | Италия   | 0      | 5       | 2      | 7     |
| 5     | Германия | 0      | 2       | 2      | 4     |
| 6     | Дания    | 0      | 1       | 2      | 3     |
| 6     | Чехия    | 0      | 1       | 2      | 3     |
| 8     | Греция   | 0      | 1       | 0      | 1     |
| 9     | Франция  | 0      | 0       | 2      | 2     |
| Всего | Всего    | 24     | 24      | 24     | 72    |

## Призёры

### Мужчины
| Дисциплина         | Золото                                                                      | Золото   | Серебро                                                                     | Серебро  | Бронза                                                                 | Бронза   |
| ------------------ | --------------------------------------------------------------------------- | -------- | --------------------------------------------------------------------------- | -------- | ---------------------------------------------------------------------- | -------- |
| 50 м ныряние       | Ли Йонг · Китай                                                             | 15.22    | Давид Ланди · Италия                                                        | 15.79    | J. Andersen · Дания                                                    | 15.88    |
| 50 м в ластах      | Ли Йонг · Китай                                                             | 16.59    | Давид Ланди · Италия                                                        | 15.90    | Сергей Ахапов · Россия                                                 | 17.30    |
| 100 м в ластах     | Сергей Ахапов · Россия                                                      | 38.01    | Лука Тонелли · Италия                                                       | 38.82    | Давид Ланди · Италия                                                   | 39.11    |
| 200 м в ластах     | Сергей Ахапов · Россия                                                      | 1:27.86  | Илья Сомов · Россия                                                         | 1:28.52  | Лука Тонелли · Италия                                                  | 1:29.31  |
| 400 м в ластах     | Норберт Саванья · Венгрия                                                   | 3:15.42  | Гергей Юхос · Венгрия                                                       | 3:16.23  | Бенуа Кастера · Франция                                                | 3:16.46  |
| 800 м в ластах     | Норберт Саванья · Венгрия                                                   | 6:50.96  | Димитриос Базос · Греция                                                    | 6:52.03  | Ху Хайлон · Китай                                                      | 6:52.54  |
| 1500 м в ластах    | Норберт Саванья · Венгрия                                                   | 13:10.01 | Гергей Юхос · Венгрия                                                       | 13:11.30 | Ху Хайлон · Китай                                                      | 13:18.73 |
| 100 м с аквалангом | Ли Йонг · Китай                                                             | 34.72    | Жао Цзи · Китай                                                             | 35.30    | Максим Максимов · Россия                                               | 35.62    |
| 400 м с аквалангом | Сергей Докучаев · Россия                                                    | 2:57.33  | Жао Цзи · Китай                                                             | 2:58.82  | Бо Якобсен · Дания                                                     | 2:59.20  |
| 800 м с аквалангом | Жао Цзи · Китай                                                             | 6:20.52  | Бо Якобсен · Дания                                                          | 6:24.39  | Ральф Штайнерт · Германия                                              | 6:30.24  |
| эстафета 4х100 м   | Александр Нечитайло · Евгений Воропай · Илья Сомов · Сергей Ахапов · Россия | 2:33.02  | Лука Тонелли · Франческо Туркато · Андреа Манджерини · Давид Ланди · Италия | 2:33.26  | Жао Цзи · Цзянь Тианёу · Ху Хайлон · Ли Йонг · Китай                   | 2:36.26  |
| эстафета 4х200 м   | Александр Нечитайло · Евгений Воропай · Сергей Ахапов · Илья Сомов · Россия | 5:56.81  | Кристиан Перес · Рубес Левада · Лука Тонелли · Франческо Туркато · Италия   | 6:00.98  | Z. Petroczki · Роланд Катона · Гергей Юхос · Норберт Саванья · Венгрия | 6:03.49  |

### Женщины
| Дисциплина         | Золото                                           | Золото   | Серебро                                                                      | Серебро  | Бронза                                                                   | Бронза   |
| ------------------ | ------------------------------------------------ | -------- | ---------------------------------------------------------------------------- | -------- | ------------------------------------------------------------------------ | -------- |
| 50 м ныряние       | Ли Шаочжэнь · Китай                              | 17.25    | Лю Ци · Китай                                                                | 17.78    | Татьяна Комарова · Россия                                                | 18.58    |
| 50 м в ластах      | Лю Ци · Китай                                    | 19.80    | Татьяна Комарова · Россия                                                    | 20.12    | Хелена Коцуркова · Чехия                                                 | 20.59    |
| 100 м в ластах     | Лю Ци · Китай                                    | 42.77    | Ли Шаочжэнь · Китай                                                          | 43.29    | Татьяна Комарова · Россия                                                | 44.37    |
| 200 м в ластах     | Ван Ян · Китай                                   | 1:37.65  | У Сяохуй · Китай                                                             | 1:38.67  | Наталья Музыченко · Россия                                               | 1:39.22  |
| 400 м в ластах     | Ван Ян · Китай                                   | 3:32.29  | Беттина Мюллер · Германия                                                    | 3:36.12  | Елена Грачёва · Россия                                                   | 3:37.73  |
| 800 м в ластах     | Ван Ян · Китай                                   | 7:27.58  | Беттина Мюллер · Германия                                                    | 7:35.35  | Елена Грачёва · Россия                                                   | 7:38.55  |
| 1500 м в ластах    | Ван Ян · Китай                                   | 14:22.26 | Хана Выкукалова · Чехия                                                      | 14:34.71 | Беттина Мюллер · Германия                                                | 14:41.30 |
| 100 м с аквалангом | Ли Шаочжэнь · Китай                              | 38.33    | Лю Ци · Китай                                                                | 38.57    | Татьяна Комарова · Россия                                                | 40.90    |
| 400 м с аквалангом | У Сяохуй · Китай                                 | 3:18.70  | Чао Чэн · Китай                                                              | 3:21.99  | Мария Купрессова · Россия                                                | 3:26.56  |
| 800 м с аквалангом | У Сяохуй · Китай                                 | 7:01.78  | Чао Чэн · Китай                                                              | 7:02.37  | Мария Купрессова · Россия                                                | 7:14.14  |
| эстафета 4х100 м   | У Сяохуй · Y. Zhou · Лю Ци · Ли Шаочжэнь · Китай | 2:56.78  | Елена Грачёва · Наталья Музыченко · Татьяна Комарова · Оксана Кийко · Россия | 2:59.68  | Мириам Виллетт · Элоди Шаино · Селин Карел · Леа Луизон · Франция        | 3:03.75  |
| эстафета 4х200 м   | У Сяохуй · Ван Ян · Лю Ци · Ли Шаочжэнь · Китай  | 6:39.70  | Татьяна Комарова · Оксана Кийко · Елена Грачёва · Наталья Музыченко · Россия | 6:41.93  | Хелена Коцуркова · Е. Ламкова · Хана Выкукалова · Катерина Консу · Чехия | 6:49.74  |